# Mustapha Dahleb
Mustapha Dahleb (arab. مصطفى دحلب) (ur. 8 lutego 1952 w Béjaïa, Algieria) – były algierski piłkarz występujący na pozycji pomocnika. Uczestnik Mistrzostw Świata 1982.

## Kariera klubowa
Mustapha Dahleb piłkarską karierę rozpoczął we francuskim klubie CS Sedan w 1969 roku. W 1971 do Algierii do klubu CR Belouizdad. W latach 1973–1974 ponownie grał w CS Sedan. Z Sedanu przeszedł do Paris SG i grał w nim przez kolejne dziesięć lat. Z klubem z Paryża zdobył dwukrotnie Puchar Francji w 1982 i 1983 roku. Przez 10 lat występów w Paris SG rozegrał w nim 306 meczów i strzelił 98 goli. Ostatni sezon w karierze spędził w OGC Nice, gdzie skończył karierę w 1985 roku.

## Kariera reprezentacyjna
Mustapha Dahleb uczestniczył w eliminacjach do Mistrzostw Świata 1974, Mistrzostw Świata 1978 i zwycięskich eliminacji do Mistrzostw Świata 1982.
Na Mundialu wystąpił we wszystkich trzech meczach grupowych z: reprezentację RFN 2-1, reprezentacją Austrii 0-2 oraz z reprezentacją Chile 3-2.